# Eric Born
Eric Born (* 31. August 1970) ist ein ehemaliger Schweizer Judoka. Er war Europameister 1991 und Weltmeisterschaftszweiter 1993. Von 2015 bis 2020 war er CEO von Swissport.

## Karriere
Der 1,76 m grosse Eric Born kämpfte im Halbleichtgewicht, der Gewichtsklasse bis 65 Kilogramm. 1989 gewann er eine Bronzemedaille bei den Junioreneuropameisterschaften. 1990 gewann er seinen ersten Schweizer Meistertitel. Im November 1990 siegte er bei den Junioreneuropameisterschaften. Bei den Europameisterschaften 1991 in Prag bezwang er im Halbfinal den Rumänen Stelian Patrascu und im Final den Ungarn József Csák. Zwei Monate später bei den Weltmeisterschaften 1991 in Barcelona unterlag er im Viertelfinal dem Deutschen Udo Quellmalz, Born belegte den siebten Platz.
1992 gewann Born beim World-Masters-Turnier in München und bei den Schweizer Meisterschaften. Bei den Olympischen Spielen in Barcelona unterlag er in seinem Auftaktkampf dem Franzosen Benoît Campargue. 1993 unterlag er im Achtelfinal der Europameisterschaften in Athen dem Georgier Giorgi Wasagaschwili. Drei Wochen später gewann er seinen dritten Schweizer Meistertitel. Bei den Weltmeisterschaften in Hamilton im Oktober 1993 bezwang er im Viertelfinal Udo Quellmalz und im Halbfinal den Russen Sergei Kosminin. Im Final verlor er gegen den Japaner Yukimasa Nakamura. 1994 gewann Born das Judo-Turnier in Prag, danach endete seine aktive sportliche Laufbahn.
Born machte seinen MBA an der University of Rochester. Danach war er im Management verschiedener Firmen. Von 2009 war er im Vorstand von Wincanton, ab 2010 als CEO. Ab 2015 war er CEO des Unternehmens Swissport. Er verliess das Unternehmen per Ende 2020.

## Fussnoten
1. ↑  Turnier im Halbleichtgewicht 1992 bei olympedia.org
2. ↑  Kampfbilanz bei judoinside.com
3. ↑  Eric Born appointed as new President & CEO of Swissport International Ltd. (Memento vom 28. Oktober 2019 im Internet Archive). Swissport, 2015.
4. ↑  Swissport schafft Refinanzierung und ernennt neuen VR-Präsidenten. In: Bluewin. 21. Dezember 2020, abgerufen am 22. Dezember 2020.

| Personendaten    | Personendaten                |
| ---------------- | ---------------------------- |
| NAME             | Born, Eric                   |
| KURZBESCHREIBUNG | Schweizer Judoka und Manager |
| GEBURTSDATUM     | 31. August 1970              |